# Ottawa
Ottawa (/ˈɒtəwə/ ⓘ, /ˈɒtəwɑː/; Canadian French: [ɔtawɑ]) là thủ đô và cũng là thành phố lớn thứ tư của Canada thành phố lớn thứ nhì của tỉnh bang Ontario. Ottawa nằm trong thung lũng sông Ottawa phía bờ Đông của tỉnh bang Ontario, cách Toronto 400 km về phía Đông Bắc và Montréal 190 km về phía Tây. Ottawa nằm trải dài theo bờ sông Ottawa, đường thủy chủ yếu ngăn cách tỉnh bang Ontario và Québec.
Diện tích của thành phố vào khoảng 2.778,64 km², dân số vào năm 2001 là trên 808.000 người (nếu tính luôn các khu ngoại thành thì hơn 1,1 triệu người). Vào năm 2005, dân số ước tính là 859.704, trong khi vùng thủ đô, bao gồm thành phố Gatineau, Québec, có dân số ước khoảng 1.148.785. Dân số những người nói tiếng Pháp tại Ottawa rất đáng kể, và theo chính sách của chính phủ, tất cả các dịch vụ chủ yếu đều bằng song ngữ cả hai thứ tiếng Anh và Pháp. Thủ đô Ottawa còn nổi tiếng với nhiều công trình kiến trúc cổ như Tòa nhà Nghị viện (Parliament Buildings), Dinh Toàn quyền Rideau (Rideau Hall), Tòa nhà Liên bang (Confederation Building), các phòng tranh, viện bảo tàng, thư viện quốc gia và các trường đại học như Đại học Carleton và Đại học Ottawa. Thêm nữa thành phố cũng có những khu thương mại sầm uất và các cao ốc hiện đại giống như Toronto, Montréal và Vancouver.
Thị trưởng đương thời của Ottawa là ông Larry O'Brien, là người kế nhiệm ông Bob Chiarelli vào ngày 1 tháng 12 năm 2006. Ottawa là nơi tập trung nhiều Tiến sĩ nhất tính theo đầu người tại Canada.

## Lịch sử

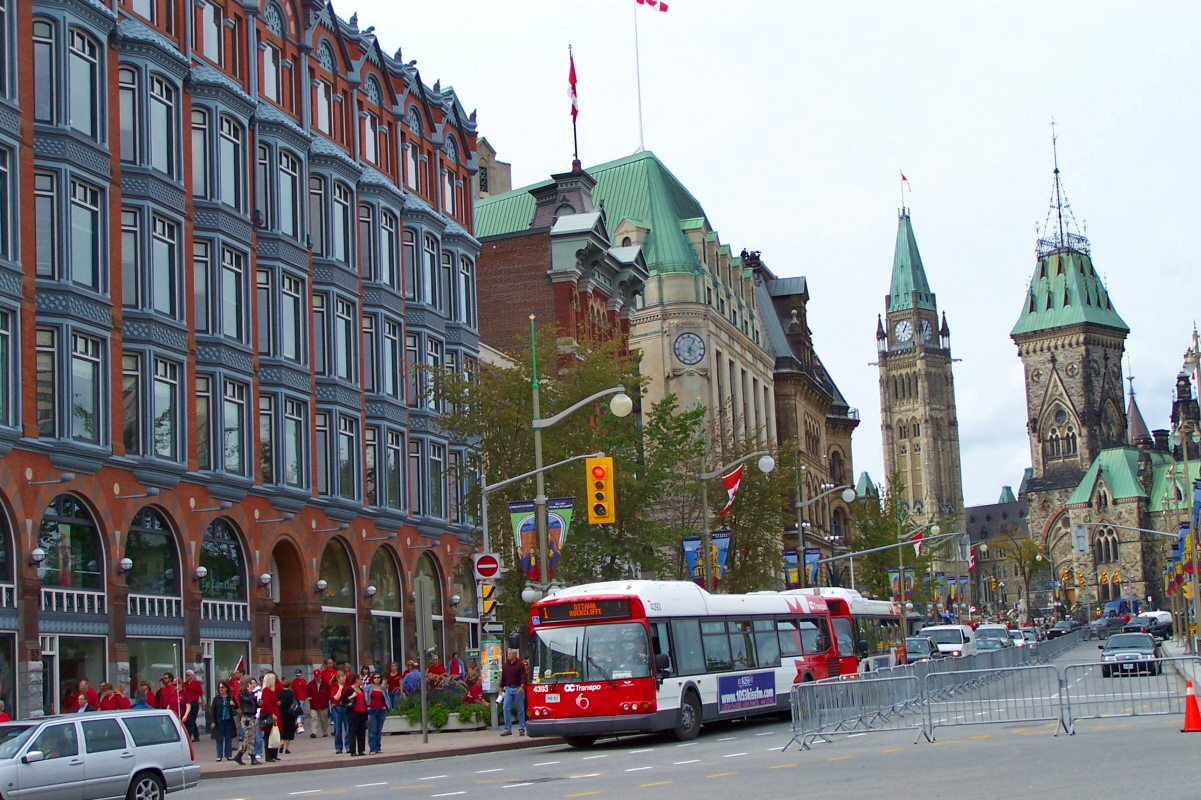
Các tòa nhà lịch sử trên đường Elgin, nhìn về hướng Đồi Parliament

Vùng Ottawa xưa kia là nơi sinh sống của dân tộc bản xứ bộ lạc Algonquin. Người Algonquin xưa kia gọi sông Ottawa là sông Kichi Sibi hoặc Kichissippi, có nghĩa là "Dòng sông lớn". Người Âu châu đầu tiên đến định cư tại vùng này là Philemon Wright đã thành lập một cộng đồng phía bên bờ sông thuộc tỉnh bang Québec vào năm 1800. Ông Wright khám phá rằng có thể vận chuyển gỗ bằng đường sông từ thung lũng Ottawa đến Montréal, và khu vực này đã phát triển nhanh chóng nhờ vào độc quyền kinh doanh gỗ. Loại thông trắng đã được trồng khắp vùng thung lũng này nhờ vào thân cây thẳng và rắn chắc rất được ưa chuộng tại nhiều nước Âu châu.

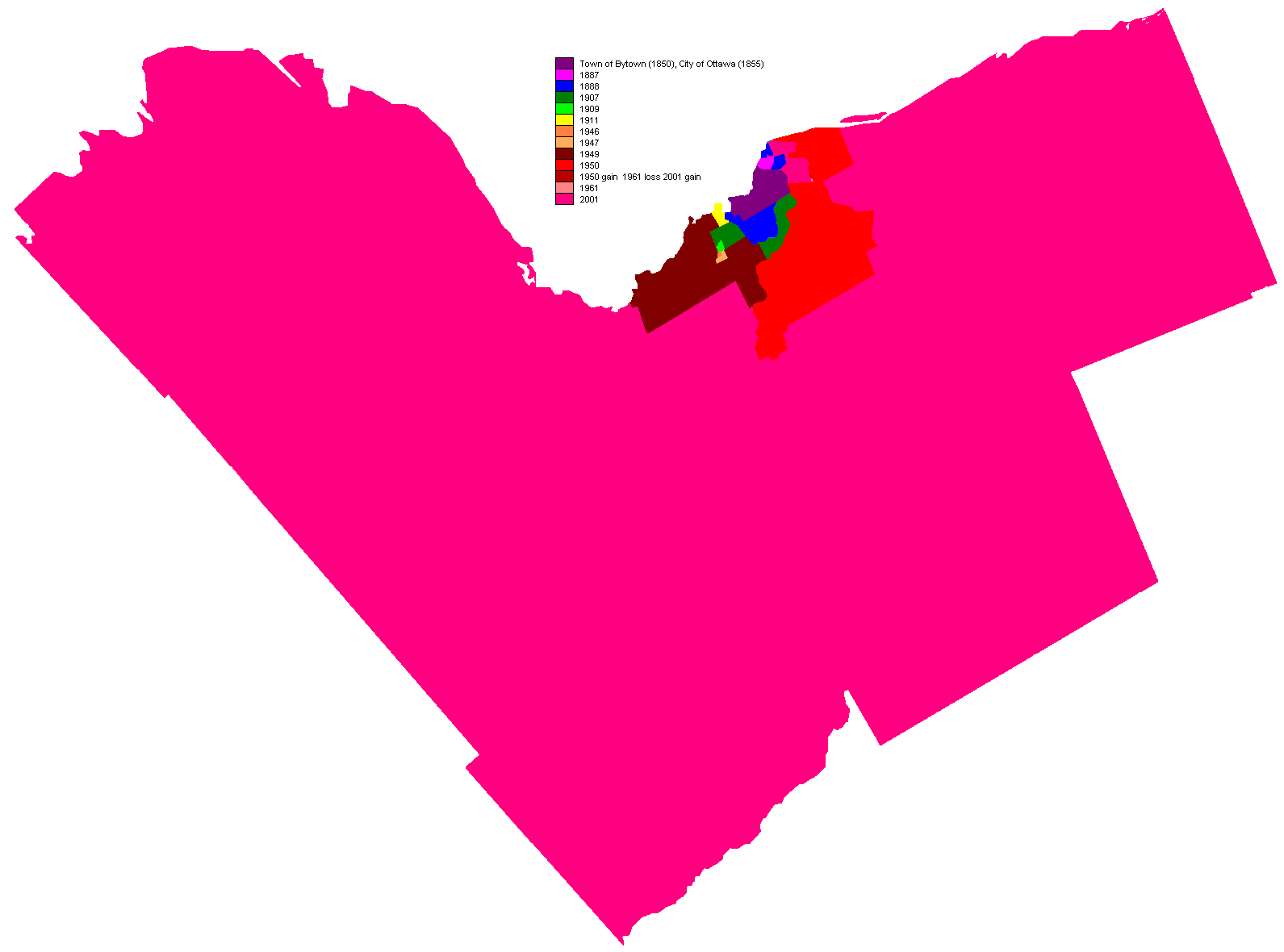
Lịch sử sáp nhập của Ottawa

Để có thể ổn định cuộc sống cho gia đình các trung đoàn quân đội vào những năm tiếp theo cuộc Chiến tranh năm 1812, chính phủ bắt đầu hỗ trợ các kế hoạch di dân nhằm đưa nhóm dân Công giáo Ireland và Tin lành đến định cư tại vùng Ottawa, và từ đó bắt đầu cho một làn sóng di cư đều đặn của người Ireland trong các thập niên kế tiếp. Cùng với nhóm dân Canada gốc Pháp đến từ tỉnh bang Québec, hai nhóm dân này đã cung cấp một số lượng lớn công nhân trong công trình Kênh Rideau và sự phát triển của ngành kinh doanh gỗ, nhờ đó Ottawa đã được đưa vào bản đồ.
Dân số trong vùng tăng lên rõ rệt sau khi Đại tá John By hoàn tất kênh Rideau vào năm 1832. Mục đích của kênh đào này là cung cấp một đường thủy an toàn giữa Montréal và Kingston trong vùng hồ Ontario, băng qua sông St. Lawrence nơi giáp ranh với tiểu bang New York. Kênh được xây dựng bắt đầu từ đoạn cuối phía Bắc là nơi Đại tá By đặt một doanh trại, sau đó trở thành đồi Parliament và bố trí một thành phố nhỏ được gọi là Bytown. Các nhà lãnh đạo thành phố này bao gồm các con của ông Wright, đáng kể nhất là ông Ruggles Wright. Nicholas Sparks, Braddish Billings và Abraham Dow là những cư dân đầu tiên phía bên bờ sông Ottawa thuộc tỉnh bang Ontario.
Phía Tây của kênh đào được biết đến với tên gọi "Annalisetown" là nơi tập trung các tòa nhà Quốc hội, trong khi phía Đông của kênh đào (chỗ giao nhau giữa kênh đào và sông Rideau) được gọi là "Nathantown". Lúc bấy giờ, Lowertown là một thị trấn lụp xụp đông đúc và huyên náo, thường xuyên hứng chịu các trận dịch tệ hại nhất, như trận dịch tả vào năm 1832 và trận dịch sốt phát ban vào năm 1847.
Ottawa trở nên trung tâm công nghiệp chế biến gỗ của Canada và Bắc Mỹ. Từ đó, ngành công nghiệp này nhanh chóng được mở rộng dọc theo sông Ottawa về hướng Tây, và gỗ mới đốn được kết thành bè xuôi theo một đoạn sông dài đưa đến các nhà máy chế biến. Bytown được đổi tên là Ottawa vào năm 1855.
Ngày 31 tháng 12 năm 1857, Nữ hoàng Victoria đã được thỉnh cầu để định đô cho xứ Canada (gồm tỉnh bang Québec và Ontario) và bà đã chọn Ottawa. Có nhiều câu chuyện châm biếm về cách bà chọn ra thủ đô như sau: bà đã cắm cây trâm gài nón trên bản đồ giữa khoảng cách Toronto và Montréal, hoặc đơn giản là bà thích màu sắc trên bản đồ của vùng này. Mặc dù những câu chuyện này không có cơ sở lịch sử nhưng đã phản ánh sự chuyên quyền độc đoán khi Ottawa được chọn làm thủ đô lúc bấy giờ và Luân Đôn đã không thỉnh ý người dân. Mặc dù hiện nay Ottawa là một thủ đô chủ yếu và là thành phố lớn thứ tư của Canada, nhưng xưa kia Ottawa chỉ là một thị trấn ngoại ô cách xa các thành phố chính khác, như Thành phố Québec và Montréal ở phía Đông của Canada, hoặc Kingston và Toronto ở phía Tây.
Trong thực tế, các cố vấn của Nữ hoàng đã khuyên bà chọn Ottawa vì nhiều lý do: lý do thứ nhất vì Ottawa là khu định cư ở ngay ranh giới của phía Đông và Tây của Canada (ranh giới giữa Québec và Ontario ngày nay), như là một thỏa hiệp giữa hai khu kiều dân Pháp và Anh; thứ hai là cuộc chiến tranh năm 1812 đã cho thấy nhược điểm của các thành phố lớn là dễ bị phía Mỹ tấn công vì các thành phố này nằm rất gần biên giới trong khi Ottawa lúc bấy giờ được rừng rậm bao bọc và nằm cách xa biên giới; lý do thứ ba là chính phủ sở hữu một mảnh đất rộng lớn ở một vị thế với phong cảnh ngoạn mục nhìn xuống dòng sông Ottawa. Vị trí của Ottawa rất thuận lợi trong việc phòng thủ trong lúc vẫn duy trì được vận chuyển bằng đường thủy bằng sông Ottawa đến phía Đông Canada, và bằng kênh Rideau đến phía Tây Canada. Hai lý do khác là do Ottawa gần như là trung điểm giữa Toronto và thành phố Québec (~500 km/310 mi) và vì Ottawa là một thành phố nhỏ nên giảm thiểu được dư luận bất bình trong quần chúng và dẫn đến sự phá hoại các tòa nhà chính phủ như đã từng xảy ra với các thủ đô cũ của Canada.

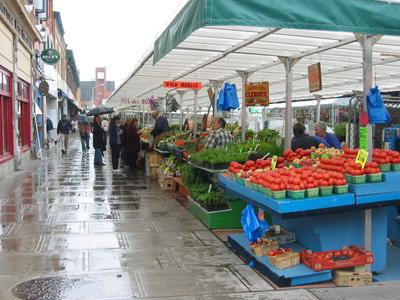
Chợ Byward cung cấp thực phẩm tươi sống trong mùa hè

Khu nhà chính của tòa nhà Quốc hội tại Ottawa đã bị thiêu rụi trong trận hỏa hoạn ngày 3 tháng 2 năm 1916. Thượng nghị viện và Hạ nghị viện phải tạm thời dời đến Viện Bảo tàng Kỷ niệm Victoria vừa mới xây xong, nay là Viện Bảo tàng Thiên nhiên cách đồi Parliament khoảng 1 km trên đường Metcalfe. Một khu nhà chính khác đã được xây dựng lại và hoàn tất vào năm 1922. Tháp Hòa bình ở ngay giữa tòa nhà Quốc hội và là biểu tượng của thành phố này đã được xây theo kiến trúc Gô-tích.
Vào ngày 5 tháng 9 năm 1945, chỉ một vài tuần lễ sau khi Chiến tranh thế giới thứ hai kết thúc, nhiều người cho rằng Ottawa là nơi chính thức bắt đầu cuộc Chiến tranh Lạnh. Một thư ký tầm thường của Liên Xô tên là Igor Gouzenko đã trốn khỏi Tòa Đại sứ Liên Xô với hơn 100 tài liệu mật. Đầu tiên, Cảnh sát Hoàng gia Canada (RCMP) đã từ chối thu nhận mớ tài liệu này vì Liên Xô vẫn còn là đồng minh của Canada và Anh Quốc, và vì báo chí không tha thiết gì đến câu chuyện này. Sau khi Gouzenko lẩn trốn một đêm tại căn hộ của người hàng xóm và biết được nhà riêng đã bị lục soát, cuối cùng Gouzenko đã thuyết phục được RCMP xem qua mớ tài liệu đó và đó là bằng chứng về hệ thống gián điệp Liên Xô đang hoạt động tại các nước phương Tây, và điều này đã gián tiếp dẫn đến việc phát hiện Liên Xô đang chế tạo bom nguyên tử để đối chọi với Hoa Kỳ.

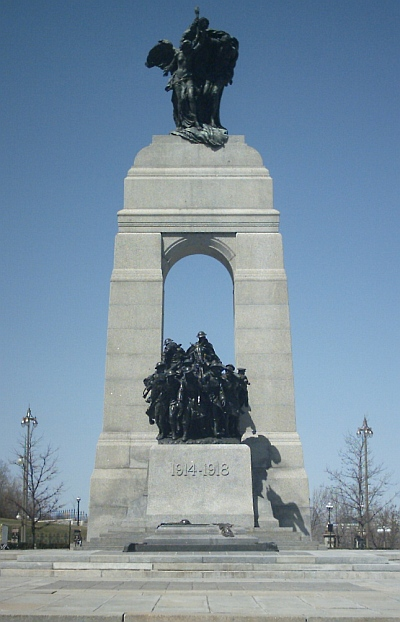
Đài Tưởng niệm Chiến tranh Quốc gia tại quảng trường Confederation

Năm 2001, thành phố Ottawa cũ (dân số ước tính năm 2005 là 350.000) đã được hợp nhất với các khu ngoại ô Nepean (dân số 135.000), Kanata (dân số 56.000), Gloucester (dân số 120.000), Rockcliffe Park (dân số 2.100), Vanier (dân số 17.000) và Cumberland (dân số 55.000), và các huyện ngoại thành West Carleton (dân số 18.000), Osgoode (dân số 13.000), Rideau (dân số 18.000) và Goulbourn (dân số 24.000), cùng với các hệ thống và cơ sở hạ tầng của Vùng Thủ đô Ottawa-Carleton. Trước năm 1969, Ottawa-Carleton là Carleton County bao gồm các khu vực như thành phố Ottawa hiện nay ngoại trừ Cumberland.

## Khẩu hiệu
"Tiến lên" là khẩu hiệu của Ottawa  và Trung đoàn Bộ binh Cameron Highlanders của Ottawa.

## Địa lý và khí hậu
Ottawa tọa lạc tại bờ phía Nam của sông Ottawa, và bao gồm các cửa sông Rideau và kênh Rideau. Khu phố cổ nhất (kể cả di tích của Bytown) được gọi là Lower Town và chiếm cứ một vùng giữa kênh đào và các nhánh sông. Phía bên kia kênh đào về phía Tây là Centretown (thường được gọi là "downtown" - khu trung tâm thành phố), là trung tâm tài chính và thương mại của thành phố. Giữa nơi đây và sông Ottawa là đồi Parliament vươn lên cao và là nơi tập trung các tòa nhà chính phủ tiêu biểu của thủ đô và cũng là nơi hội họp của các nhà Lập pháp Canada.
Thủ đô Ottawa bao gồm nhiều vùng ven ngoại thành nằm ở phía Đông, phía Tây và phía Nam, và kể cả các thành phố cũ của Gloucester, Nepean và Vanier, khu làng xã cũ của Rockcliffe Park và các khu ngoại ô Manotick và Orléans. Tính chung vào khu thành thị chính là vùng ngoại ô Kanata bao gồm khu phố trước kia của Kanata và khu làng xã Stittsville (dân số 70.320). Ngoài ra còn có các thị trấn và cộng đồng khác thuộc vùng ven đô ở phía bên kia vùng đất chưa khai phá như là Constance Bay (dân số 2.327); Kars (dân số 1.539); Metcalfe (dân số 1.610); Munster (dân số 1.390); Osgoode (dân số 2.571); và Richmond (dân số 3.287).

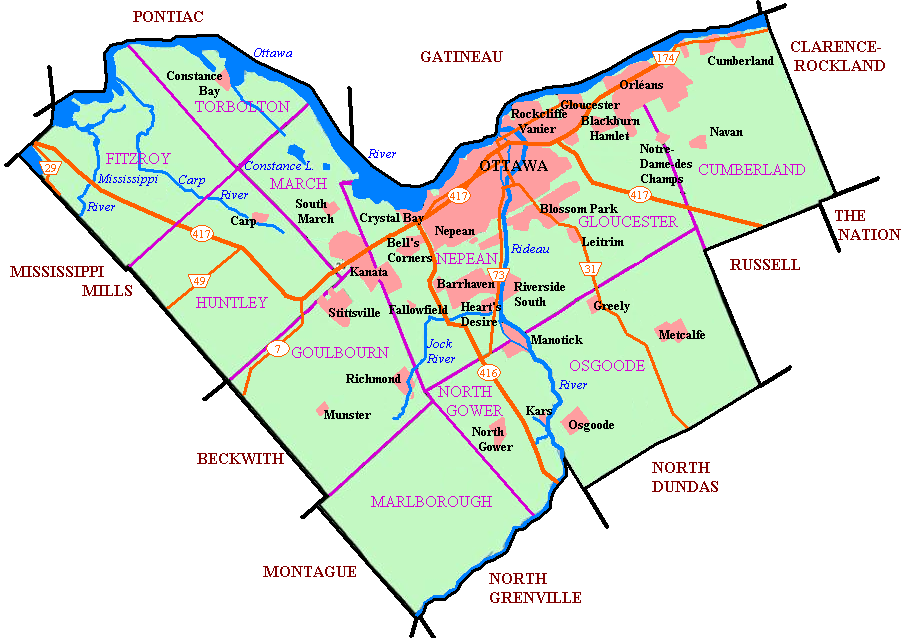
Bản đồ các vùng ngoại ô, đường cao tốc, sông ngòi và các thị trấn lịch sử của Ottawa

Sông Ottawa là ranh giới giữa Ontario Québec. Bên kia sông là thành phố Gatineau. Mặc dù Ottawa và Gatineau (và các thành phố lân cận khác) chính thức thuộc về hai tỉnh bang khác nhau và có bộ máy quản lý riêng biệt nhưng hai thành phố này hợp nhất thành Vùng Thủ đô Quốc gia với tổng số cư dân hơn một triệu người. Hội đồng Thành phố của chính quyền Liên bang (Hội đồng Thủ đô Quốc gia, viết tắt là NCC) sở hữu các khu đất của cả hai thành phố - bao gồm các địa điểm có tính chất lịch sử quan trọng trong lãnh vực du lịch. NCC có trách nhiệm lên kế hoạch và phát triển các khu đất này và là một đóng góp quan trọng cho cả hai thành phố.
Bao bọc vùng thành thị này là vùng đất chưa khai phá rộng lớn Greenbelt do Hội đồng Thủ đô Quốc gia quản lý bao gồm các khu rừng, đất canh tác và đầm lầy.
Ottawa là một thành phố tự trị, không phụ thuộc vào cấp quản lý cao hơn nào khác. Ottawa được bao bọc bởi Liên hiệp Huyện Prescott và Russell về phía Đông; Huyện Renfrew và Huyện Lanark về phía Tây; ở phía Nam là Liên hiệp Huyện Leeds và Grenville và Liên hiệp Huyện Stormont, Dundas và Glengarry; và ở phía Bắc là Les Collines-de-l'Outaouais và thành phố Gatineau.
Ottawa do 11 huyện có tính chất lịch sử hợp thành: Cumberland, Fitzroy, Gloucester, Goulbourn, Huntley, March, Marlborough, Nepean, North Gower, Osgoode và Torbolton.
- Danh sách các cầu của Ottawa
- Danh sách các tòa nhà của Ottawa
  - Danh sách các nhà thờ của Ottawa

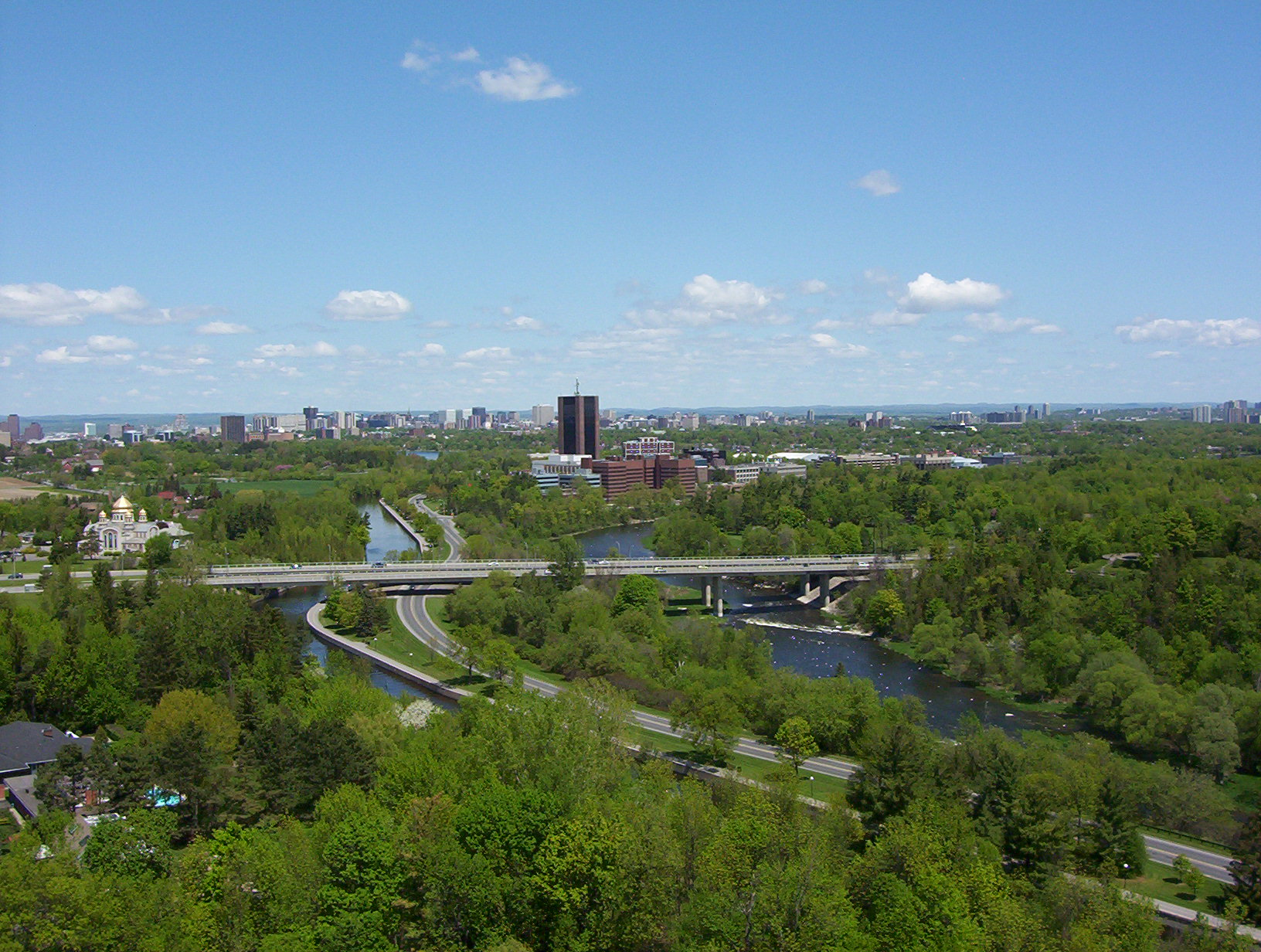
Kênh Rideau, Sông Rideau, Đường Colonel By, trường Đại học Carleton, khu trung tâm Ottawa và dãy núi Laurentian

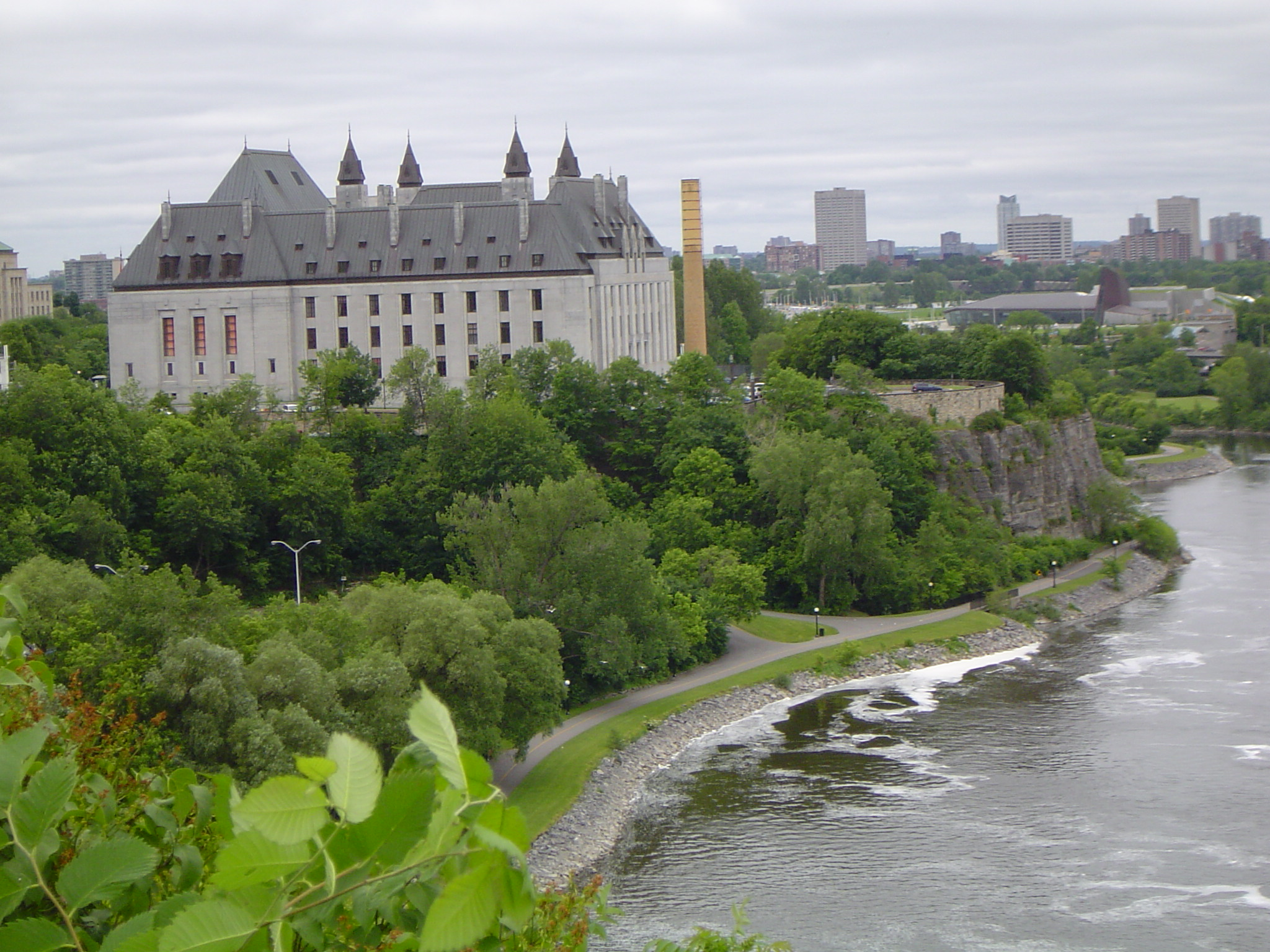
Tòa án Tối cao Canada nhìn từ đồi Parliament

  - Danh sách các trường học của Ottawa
  - Danh sách 10 tòa nhà chọc trời của Ottawa-Gatineau
  - Danh sách các tòa Đại sứ và Hội đồng Cao cấp của Ottawa
- Danh sách các khu vực lân cận của Ottawa
- Danh sách các công viên của Ottawa
- Danh sách đường phố của Ottawa
- Vùng Thủ đô Quốc gia

Ottawa có một khí hậu đại lục ẩm ướt (Koppen Dfb) với nhiệt độ cao nhất là 37.8 °C (100 °F) vào mùa hè năm 1986 và 2001, thấp nhất là -38.9 °C (-38 °F) vào ngày 29 tháng 12 năm 1933, và là thủ đô lạnh hàng thứ nhì trên thế giới (sau Ulaanbaatar, Mông Cổ). Với khí hậu đặc biệt này, Ottawa rất hãnh diện về các hoạt động hàng năm nhưng cũng có yêu cầu đa dạng về quần áo. Tuy nhiên vì khí hậu vào mùa hè rất ấm áp nên Ottawa chỉ xếp hạng thứ 7 trong các thủ đô lạnh nhất thế giới  căn cứ vào nhiệt độ trung bình hàng năm, nhưng nếu dựa vào nhiệt độ trung bình của tháng 1 thì Ottawa xếp hạng 3 sau Ulaanbaatar, Mông Cổ và Astana, Kazakhstan.
Tuyết và băng nước đá có ảnh hưởng lớn đến Ottawa vào mùa Đông. Lượng tuyết hàng năm tại Ottawa vào khoảng 235 cm (93 in). Ngày có nhiều tuyết rơi nhất được ghi lại là 4 tháng 3 năm 1947 với 73 cm (2.5 feet). Nhiệt độ trung bình tháng 1 là -10.8 °C (13 °F), ban ngày nhiệt độ trên 0 °C và ban đêm lạnh dưới -25 °C (-13 °F) vào mùa Đông. Mùa tuyết rơi hàng năm thay đổi thất thường. Thông thường tuyết bao phủ mặt đất từ giữa tháng 12 đến đầu tháng 4, nhưng cũng có năm tuyết chỉ rơi sau lễ Giáng sinh, nhất là những năm gần đây. Năm 2007 thật đáng chú ý vì mãi đến gần cuối tháng 1 mới có tuyết rơi. Những cơn gió lạnh cóng trung bình hàng năm là 51, 14 và 1 với những ngày nhiệt độ xuống dưới -20 °C (-4 °F), -30 °C (-22 °F) và -40 °C (-40 °F) theo thứ tự. Cơn gió lạnh nhất được ghi lại là -47.8 °C (-54.0 °F) vào ngày 8 tháng 1 năm 1968.

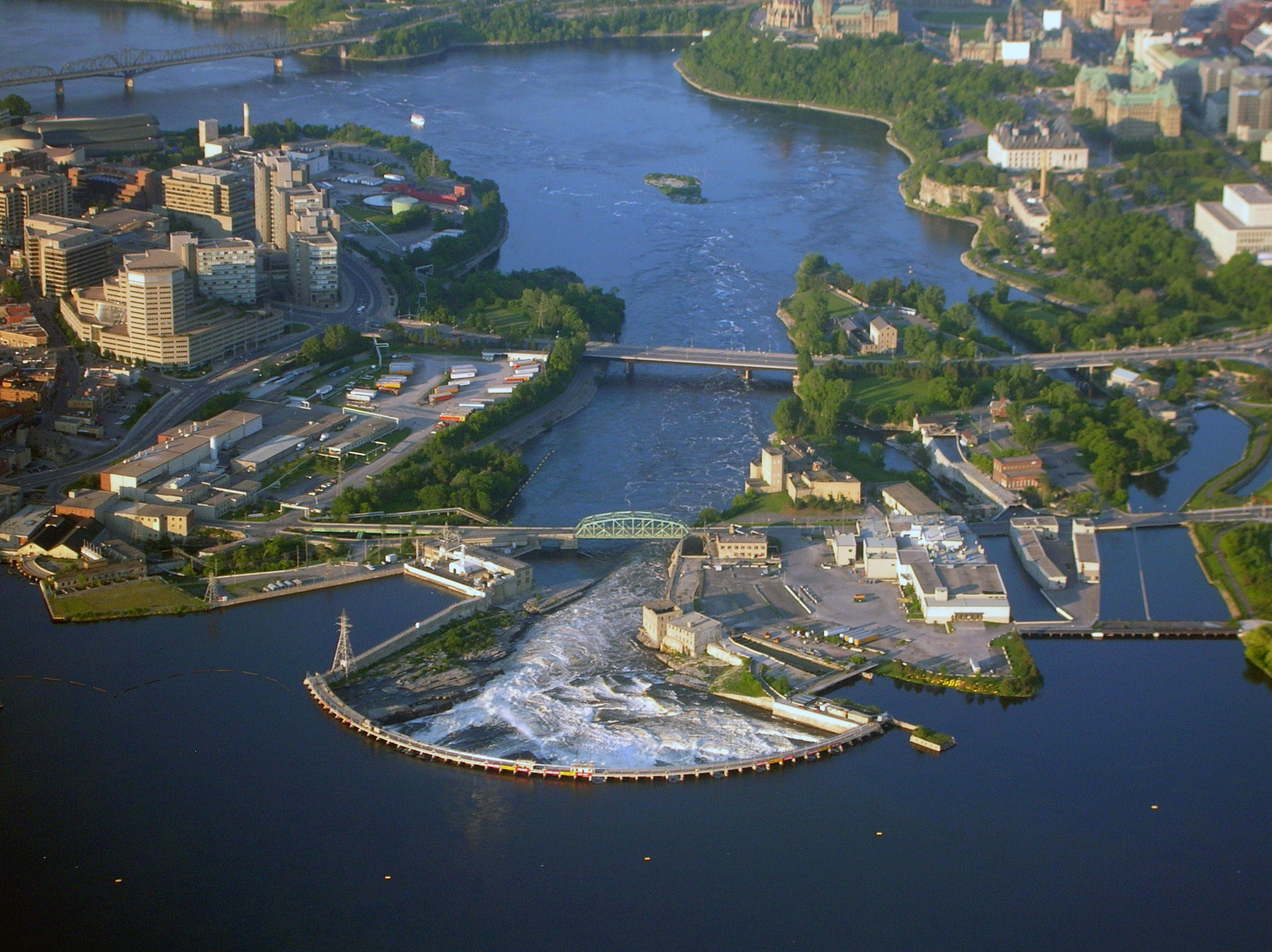
Thác Chaudiere ở Ottawa với đảo Chaudiere, đảo Victoria, đập sông Ottawa

Ottawa và những nơi khác của Canada thường có những cơn mưa đóng băng. Trận bão đóng băng năm 1998 là một cơn bão lớn đã làm cúp điện và ảnh hưởng đến nền kinh tế địa phương.
Mùa hè thường ấm áp và ẩm ướt tại Ottawa mặc dù rất ngắn ngủi. Nhiệt độ trung bình cao nhất của tháng 7 là 26.5 °C (80 °F) với dòng không khí lạnh bất ngờ đến từ hướng Bắc đã hạ thấp độ ẩm ướt với nhiệt độ khoảng 30 °C (86 °F) hoặc cao hơn. Nhiệt độ cao nhất được ghi lại là 39.5 °C (103 °F) vào mùa hè năm 2005 ở vài địa điểm. Thời tiết nóng bức thường tăng thêm độ ẩm ướt đặc biệt là các khu vực gần sông ngòi. Ottawa hàng năm có 41, 12 và 2 ngày với độ ẩm ướt trên 30 °C (86 °F), 35 °C (95 °F) và 40 °C (104 °F) theo thứ tự. Ngày có độ ẩm ướt cao nhất 48 °C (118 °F) là 1 tháng 8 năm 2006.
| Dữ liệu khí hậu của Ottawa Macdonald-Cartier International Airport (1981–2010) | Dữ liệu khí hậu của Ottawa Macdonald-Cartier International Airport (1981–2010) | Dữ liệu khí hậu của Ottawa Macdonald-Cartier International Airport (1981–2010) | Dữ liệu khí hậu của Ottawa Macdonald-Cartier International Airport (1981–2010) | Dữ liệu khí hậu của Ottawa Macdonald-Cartier International Airport (1981–2010) | Dữ liệu khí hậu của Ottawa Macdonald-Cartier International Airport (1981–2010) | Dữ liệu khí hậu của Ottawa Macdonald-Cartier International Airport (1981–2010) | Dữ liệu khí hậu của Ottawa Macdonald-Cartier International Airport (1981–2010) | Dữ liệu khí hậu của Ottawa Macdonald-Cartier International Airport (1981–2010) | Dữ liệu khí hậu của Ottawa Macdonald-Cartier International Airport (1981–2010) | Dữ liệu khí hậu của Ottawa Macdonald-Cartier International Airport (1981–2010) | Dữ liệu khí hậu của Ottawa Macdonald-Cartier International Airport (1981–2010) | Dữ liệu khí hậu của Ottawa Macdonald-Cartier International Airport (1981–2010) | Dữ liệu khí hậu của Ottawa Macdonald-Cartier International Airport (1981–2010) |
| Tháng                                                                          | 1                                                                              | 2                                                                              | 3                                                                              | 4                                                                              | 5                                                                              | 6                                                                              | 7                                                                              | 8                                                                              | 9                                                                              | 10                                                                             | 11                                                                             | 12                                                                             | Năm                                                                            |
| ------------------------------------------------------------------------------ | ------------------------------------------------------------------------------ | ------------------------------------------------------------------------------ | ------------------------------------------------------------------------------ | ------------------------------------------------------------------------------ | ------------------------------------------------------------------------------ | ------------------------------------------------------------------------------ | ------------------------------------------------------------------------------ | ------------------------------------------------------------------------------ | ------------------------------------------------------------------------------ | ------------------------------------------------------------------------------ | ------------------------------------------------------------------------------ | ------------------------------------------------------------------------------ | ------------------------------------------------------------------------------ |
| Cao kỉ lục °C (°F)                                                             | 12.9 (55.2)                                                                    | 12.4 (54.3)                                                                    | 26.7 (80.1)                                                                    | 31.1 (88.0)                                                                    | 35.8 (96.4)                                                                    | 36.1 (97.0)                                                                    | 36.7 (98.1)                                                                    | 37.8 (100.0)                                                                   | 35.1 (95.2)                                                                    | 27.8 (82.0)                                                                    | 23.9 (75.0)                                                                    | 16.3 (61.3)                                                                    | 37.8 (100.0)                                                                   |
| Trung bình ngày tối đa °C (°F)                                                 | −5.8 (21.6)                                                                    | −3.4 (25.9)                                                                    | 2.5 (36.5)                                                                     | 11.6 (52.9)                                                                    | 19.0 (66.2)                                                                    | 24.1 (75.4)                                                                    | 26.5 (79.7)                                                                    | 25.3 (77.5)                                                                    | 20.4 (68.7)                                                                    | 12.7 (54.9)                                                                    | 5.4 (41.7)                                                                     | −2.3 (27.9)                                                                    | 11.3 (52.3)                                                                    |
| Trung bình ngày °C (°F)                                                        | −10.3 (13.5)                                                                   | −8.1 (17.4)                                                                    | −2.3 (27.9)                                                                    | 6.3 (43.3)                                                                     | 13.3 (55.9)                                                                    | 18.5 (65.3)                                                                    | 21.0 (69.8)                                                                    | 19.8 (67.6)                                                                    | 15.0 (59.0)                                                                    | 8.0 (46.4)                                                                     | 1.5 (34.7)                                                                     | −6.2 (20.8)                                                                    | 6.4 (43.5)                                                                     |
| Tối thiểu trung bình ngày °C (°F)                                              | −14.8 (5.4)                                                                    | −12.7 (9.1)                                                                    | −7.0 (19.4)                                                                    | 1.0 (33.8)                                                                     | 7.5 (45.5)                                                                     | 12.9 (55.2)                                                                    | 15.5 (59.9)                                                                    | 14.3 (57.7)                                                                    | 9.6 (49.3)                                                                     | 3.3 (37.9)                                                                     | −2.4 (27.7)                                                                    | −10.1 (13.8)                                                                   | 1.4 (34.5)                                                                     |
| Thấp kỉ lục °C (°F)                                                            | −35.6 (−32.1)                                                                  | −36.1 (−33.0)                                                                  | −30.6 (−23.1)                                                                  | −16.7 (1.9)                                                                    | −5.6 (21.9)                                                                    | −0.1 (31.8)                                                                    | 5.0 (41.0)                                                                     | 2.6 (36.7)                                                                     | −3.0 (26.6)                                                                    | −7.8 (18.0)                                                                    | −21.7 (−7.1)                                                                   | −34.4 (−29.9)                                                                  | −36.1 (−33.0)                                                                  |
| Lượng Giáng thủy trung bình mm (inches)                                        | 65.4 (2.57)                                                                    | 54.3 (2.14)                                                                    | 64.4 (2.54)                                                                    | 74.5 (2.93)                                                                    | 80.3 (3.16)                                                                    | 92.8 (3.65)                                                                    | 91.9 (3.62)                                                                    | 85.5 (3.37)                                                                    | 90.1 (3.55)                                                                    | 86.1 (3.39)                                                                    | 81.9 (3.22)                                                                    | 76.4 (3.01)                                                                    | 943.4 (37.14)                                                                  |
| Lượng mưa trung bình mm (inches)                                               | 25.0 (0.98)                                                                    | 18.7 (0.74)                                                                    | 31.1 (1.22)                                                                    | 63.0 (2.48)                                                                    | 80.1 (3.15)                                                                    | 92.8 (3.65)                                                                    | 91.9 (3.62)                                                                    | 85.5 (3.37)                                                                    | 90.1 (3.55)                                                                    | 82.2 (3.24)                                                                    | 64.5 (2.54)                                                                    | 33.5 (1.32)                                                                    | 758.2 (29.85)                                                                  |
| Lượng tuyết rơi trung bình cm (inches)                                         | 53.9 (21.2)                                                                    | 43.3 (17.0)                                                                    | 38.3 (15.1)                                                                    | 11.3 (4.4)                                                                     | 0.2 (0.1)                                                                      | 0.0 (0.0)                                                                      | 0.0 (0.0)                                                                      | 0.0 (0.0)                                                                      | 0.0 (0.0)                                                                      | 3.7 (1.5)                                                                      | 20.2 (8.0)                                                                     | 52.5 (20.7)                                                                    | 223.5 (88.0)                                                                   |
| Số ngày giáng thủy trung bình (≥ 0.2 mm)                                       | 16.6                                                                           | 13.1                                                                           | 12.7                                                                           | 12.4                                                                           | 13.4                                                                           | 13.2                                                                           | 11.9                                                                           | 11.0                                                                           | 12.3                                                                           | 14.3                                                                           | 15.2                                                                           | 17.4                                                                           | 163.5                                                                          |
| Số ngày mưa trung bình (≥ 0.2 mm)                                              | 4.4                                                                            | 3.9                                                                            | 6.7                                                                            | 10.9                                                                           | 13.4                                                                           | 13.2                                                                           | 11.9                                                                           | 11.0                                                                           | 12.3                                                                           | 13.7                                                                           | 11.0                                                                           | 6.0                                                                            | 118.4                                                                          |
| Số ngày tuyết rơi trung bình (≥ 0.2 cm)                                        | 16.1                                                                           | 12.1                                                                           | 8.8                                                                            | 3.5                                                                            | 0.2                                                                            | 0.0                                                                            | 0.0                                                                            | 0.0                                                                            | 0.0                                                                            | 1.1                                                                            | 6.8                                                                            | 14.7                                                                           | 63.3                                                                           |
| Độ ẩm tương đối trung bình (%)                                                 | 76.5                                                                           | 74.9                                                                           | 73.7                                                                           | 73.5                                                                           | 76.1                                                                           | 81.1                                                                           | 84.4                                                                           | 87.9                                                                           | 89.6                                                                           | 86.1                                                                           | 83.5                                                                           | 81.8                                                                           | 80.8                                                                           |
| Số giờ nắng trung bình tháng                                                   | 122.4                                                                          | 114.1                                                                          | 168.5                                                                          | 187.5                                                                          | 210.5                                                                          | 274.0                                                                          | 301.4                                                                          | 231.9                                                                          | 211.5                                                                          | 148.8                                                                          | 92.4                                                                           | 68.8                                                                           | 2.131,7                                                                        |
| Nguồn: Environment Canada                                                      |                                                                                |                                                                                |                                                                                |                                                                                |                                                                                |                                                                                |                                                                                |                                                                                |                                                                                |                                                                                |                                                                                |                                                                                |                                                                                |

## Kinh tế
Ottawa có mức sống cao, tỷ lệ thất nghiệp thấp, và tỷ lệ tăng trưởng GDP cao thứ tư trong số các thành phố lớn của Canada (năm 2007 là 2,7%, vượt quá mức trung bình của Canada là 2,4%). Vùng Ottawa-Gatineau có thu nhập cao thứ ba trong tất cả các thành phố lớn của Canada.Tổng thu nhập bình quân trong khu vực lên tới 40.078 đô la, tăng 4,9% so với năm trước. Chi phí sinh hoạt hàng năm trong năm 2007 tăng 1,9%.Nó cũng được đánh giá là thành phố sạch thứ hai ở Canada và là thành phố sạch thứ ba trên thế giới.

### Dịch vụ
Nguồn sử dụng lao động chính của Ottawa là Dịch vụ Công cộng của Canada và ngành công nghệ cao, mặc dù du lịch và chăm sóc sức khoẻ cũng thể hiện các hoạt động kinh tế ngày càng đáng kể. Chính phủ Liên bang là chủ nhân lớn nhất của thành phố, sử dụng hơn 110.000 cá nhân từ khu vực Thủ đô Quốc gia. Trụ sở chính của các cơ quan liên bang đặt tại Ottawa, đặc biệt là khắp khu vực Centretown, trong khu phức hợp Terrasses de la Chaudière và Place du Portage ở Hull. Trụ sở chính của Bộ Quốc phòng cũng được đặt tại thành phố này, là cơ quan đầu não của Lực lượng Vũ trang Canada và chủ trì Bộ Quốc phòng. Khu vực Ottawa bao gồm CFS Leitrim, Vùng Núi CFB, và CFC Rockcliffe trước đây. Vào mùa hè, thành phố tổ chức Tuần Lễ Cảnh Sát, thực hiện các nhiệm vụ như Thay Đổi Cảnh Quan. Là thủ đô của Canada, du lịch là một phần quan trọng của nền kinh tế Ottawa, nhất là sau khi lễ kỷ niệm 150 năm thành lập Canada được tổ chức tại đây. Sự dẫn đầu cho các lễ hội đã chứng kiến sự đầu tư lớn vào cơ sở hạ tầng công cộng, nâng cấp cơ sở hạ tầng du lịch và tăng cường các điểm tham quan văn hoá quốc gia. Vùng thủ đô quốc gia hàng năm thu hút khoảng 7,3 triệu du khách, khoảng 1,18 tỉ đô la.

### Công nghệ
Ngoài các hoạt động kinh tế đi kèm với vốn quốc gia, Ottawa là một trung tâm công nghệ quan trọng; vào năm 2015, 1800 công ty tại đây đã tuyển dụng khoảng 63.400 người. Sự tập trung của các công ty trong ngành công nghiệp này đã làm cho thành phố có biệt danh là "Thung lũng Silicon Bắc". Hầu hết các công ty này chuyên về viễn thông, phát triển phần mềm và công nghệ môi trường. Các công ty lớn như Nortel, Corel, Mitel, Cognos, Halogen, Shopify và JDS Uniphase được thành lập trong thành phố. Ottawa cũng có các khu vực cho Nokia, 3M, Adobe Systems, Bell Canada, IBM và Hewlett-Packard.Nhiều ngành công nghệ viễn thông và công nghệ mới nằm ở phía tây thành phố (trước đây là Kanata). "Khu vực công nghệ cao" được thành lập và đang hoạt động có hiệu quả vào năm 2015/2016.

### Y tế
Một ngành lớn khác là ngành y tế với hơn 18.000 nhân viên. Bốn bệnh viện đa khoa đang hoạt động nằm trong khu vực Ottawa gồm: Bệnh viện Queensway-Carleton, Bệnh viện Ottawa, Bệnh viện Montfort và Bệnh viện Nhi Đồng Đông Ontario. Một số cơ sở chuyên khoa của bệnh viện cũng có mặt, chẳng hạn như Viện Tim mạch Đại học Ottawa và Trung tâm Y tế Tâm thần Hoàng gia Ottawa. Nordion, i-Stat, Hội đồng Nghiên cứu Quốc gia Canada và OHRI là một phần của ngành khoa học đời sống đang phát triển.

### Kinh doanh
Kinh doanh, tài chính, quản trị, bán hàng và dịch vụ xếp hạng cao trong các loại nghề nghiệp. Khoảng 10% GDP của Ottawa bắt nguồn từ tài chính, bảo hiểm và bất động sản, trong khi việc làm trong các ngành sản xuất hàng hoá chỉ bằng một nửa mức trung bình toàn quốc.
Thành phố Ottawa là nhà tuyển dụng lớn thứ hai với hơn 15.000 nhân viên.
Năm 2006, Ottawa đã có hơn 40.000 việc làm trong năm 2001 với tốc độ tăng trưởng trung bình năm năm tương đối chậm so với cuối những năm 1990. Trong khi số lượng nhân viên trong chính phủ liên bang bị trì trệ, ngành công nghiệp công nghệ cao đã tăng 2,4%. Sự tăng trưởng tổng thể của việc làm tại Ottawa-Gatineau là 1,3% so với năm trước, xuống vị trí thứ sáu trong số các thành phố lớn nhất của Canada.Tỷ lệ thất nghiệp tại Ottawa-Gatineau là 5,2% (tính riêng Ottawa: 5,1%),, thấp hơn mức trung bình toàn quốc là 6,0%. Sự suy thoái kinh tế đã làm gia tăng tỷ lệ thất nghiệp trong giai đoạn từ tháng 4 năm 2008 đến tháng 4 năm 2009 từ 4,7 đến 6,3%. Tuy nhiên, trong tỉnh Ontanrio, tỷ lệ này tăng so với cùng kỳ từ 6,4 lên 9,1%.

## Giao thông

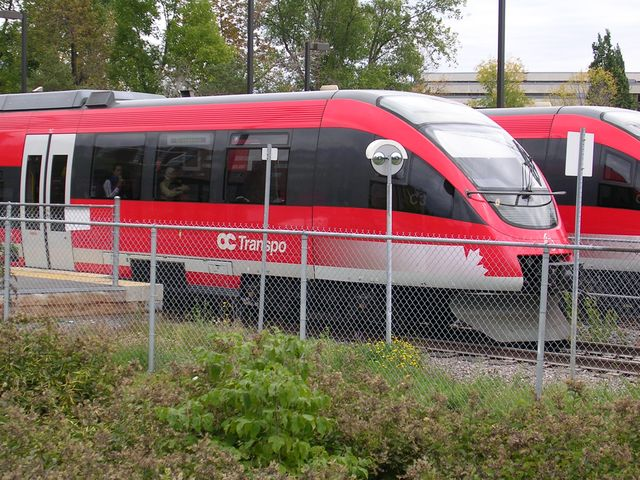
Xe điện O-Train của Ottawa

Ottawa có hệ thống xe lửa của Công ty Đường sắt VIA, nhiều đường hàng không thông qua phi trường Quốc tế Ottawa Macdonald-Cartier, và các Công ty xe liên tỉnh như Greyhound tại Trạm xe bus trung tâm Ottawa.
Thủ đô của Canada còn có một hệ thống đường cao tốc, như quốc lộ Highway 417 (còn được gọi là quốc lộ Queensway), đường 174 vùng Ottawa-Carleton (trước kia là quốc lộ 17), và quốc lộ Highway 416 (Quốc lộ Kỷ niệm Cựu chiến binh) vừa được xây xong nối liền Ottawa với các quốc lộ khác thuộc Hệ thống Quốc lộ 400 của Ontario. Quốc lộ 417 cũng là một phần của Quốc lộ xuyên Canada. Thành phố này cũng có một vài đại lộ với phong cảnh đẹp hai bên như Đại lộ Ottawa River, và một đường cao tốc nối liền với quốc lộ 5 Québec của thành phố Hull. Tất cả quốc lộ và đường sá của Ottawa đều được liệt kê trong Danh sách đường phố của Ottawa.
Phương tiện di chuyển công cộng chủ yếu của Ottawa là OC Transpo và hệ thống tàu điện O-Train. Một hệ thống đường tàu điện nối liền Nam Bắc và Đông Tây đã được đề xuất nhưng Hội đồng Thành phố đã hủy bỏ dự án mở rộng đường Bắc Nam có thể nối liền khu Barrhaven và khu trung tâm vào năm 2009. Cả hai Công ty OC Transpo và Quebec-based Société de transport de l'Outaouais (STO) đảm nhiệm dịch vụ xe bus giữa Ottawa và Gatineau. Vé chuyển xe hoặc vé tháng đều có thể sử dụng ở cả hai thành phố không phải trả thêm tiền phụ thu.

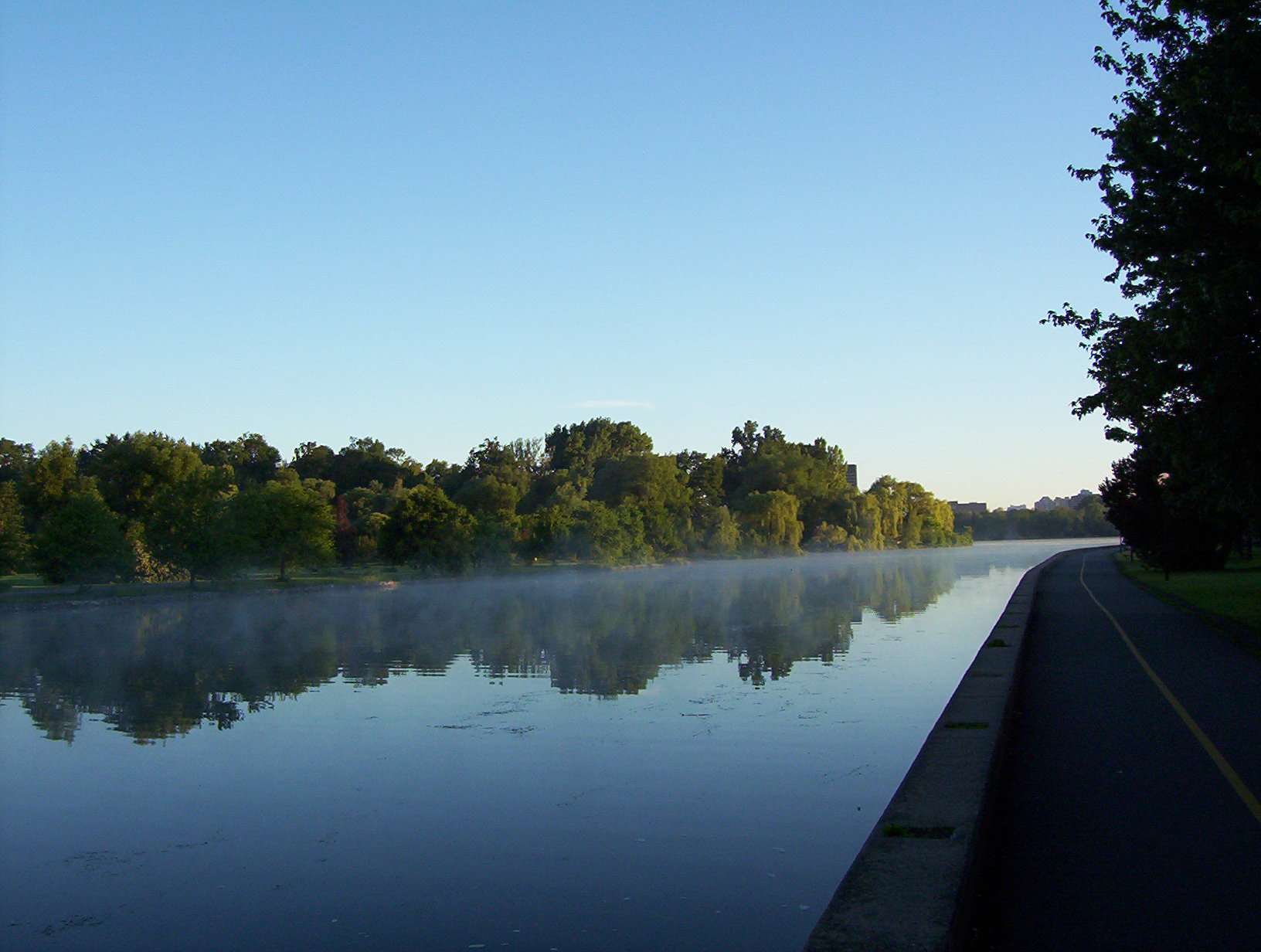
Kênh Rideau và đường mòn vào lúc bình minh gần trường Đại học Carleton

Kênh Rideau bắt nguồn từ Kingston, Ontario lượn khúc dẫn đến Ottawa. Vào mùa Đông, kênh này vẫn mở cửa và là một phương tiện di chuyển của khu trung tâm dài khoảng 7.8 km dành cho những người trượt băng (từ Đại học Carleton đến khu siêu thị Rideau Centre) và cũng là sân trượt băng dài nhất thế giới Lưu trữ ngày 29 tháng 11 năm 2005 tại Wayback Machine.
Ngoài ra còn có một hệ thống đường mòn uốn khúc dọc theo sông Ottawa, sông Rideau và kênh Rideau. Những con đường nhỏ này được sử dụng trong vận chuyển, du lịch và giải trí, bởi vì đa số đều đủ rộng cho những người đi xe đạp. Đi xe đạp là phương tiện di chuyển phổ biến quanh năm trong vùng này.
Ottawa là chỗ hợp dòng của ba con sông lớn: sông Ottawa, sông Gatineau và sông Rideau. Sông Ottawa và sông Gatineau là những con sông quan trọng trong lịch sử của nền công nghiệp khai thác gỗ và lâm sản. Sông Rideau nối liền Ngũ Đại Hồ và sông Saint Lawrence với sông Ottawa.
, Danh sách các công viên của Ottawa, Danh sách đường sá của Ottawa

## Các ngành Công nghiệp chính

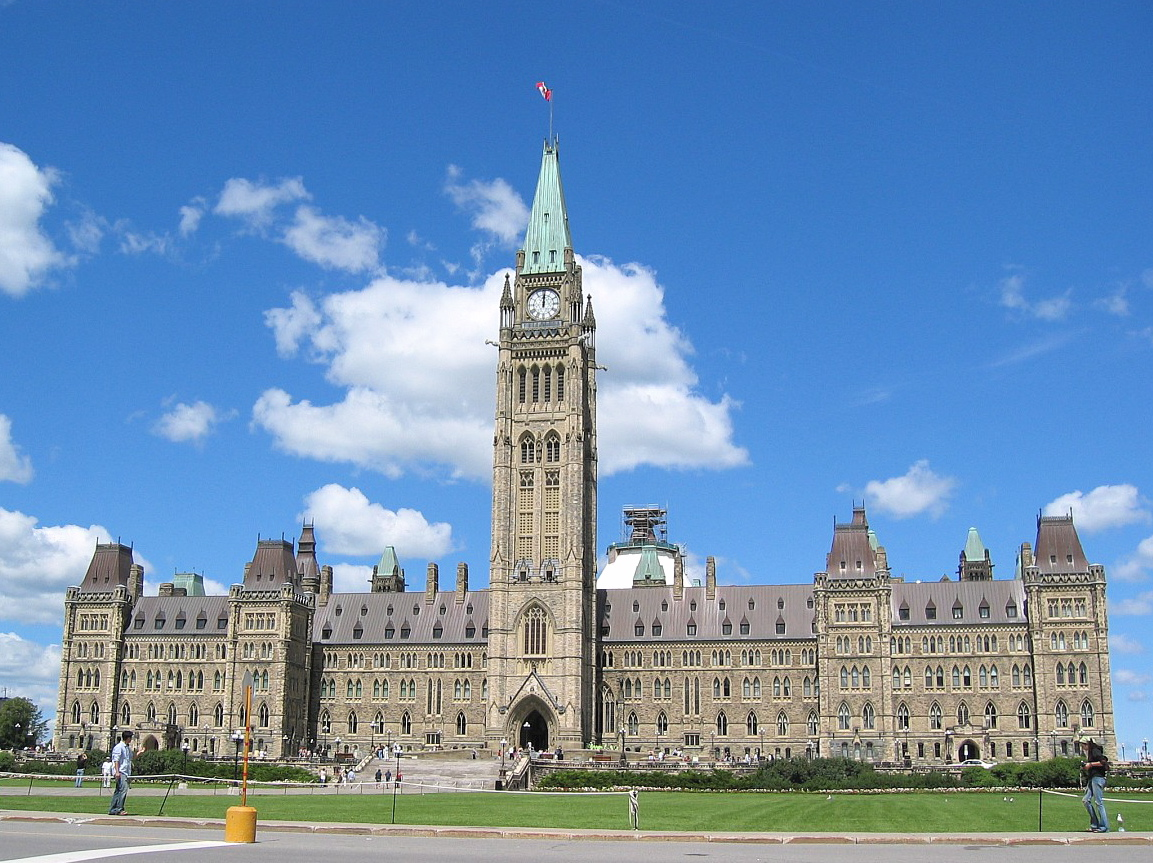
Khu trung tâm của tòa nhà Quốc hội Canada

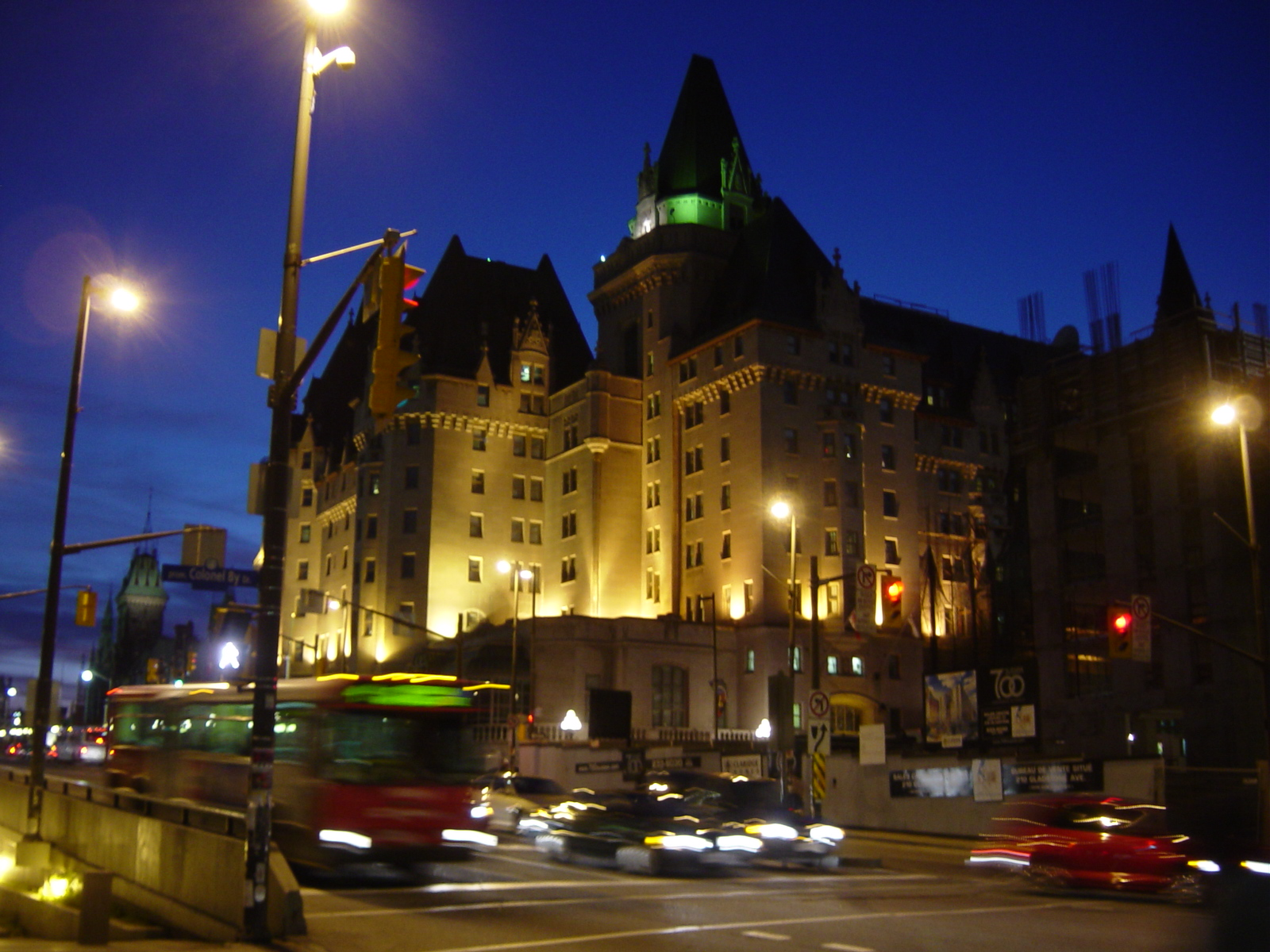
Khách sạn Chateau Laurier ở khu trung tâm Ottawa

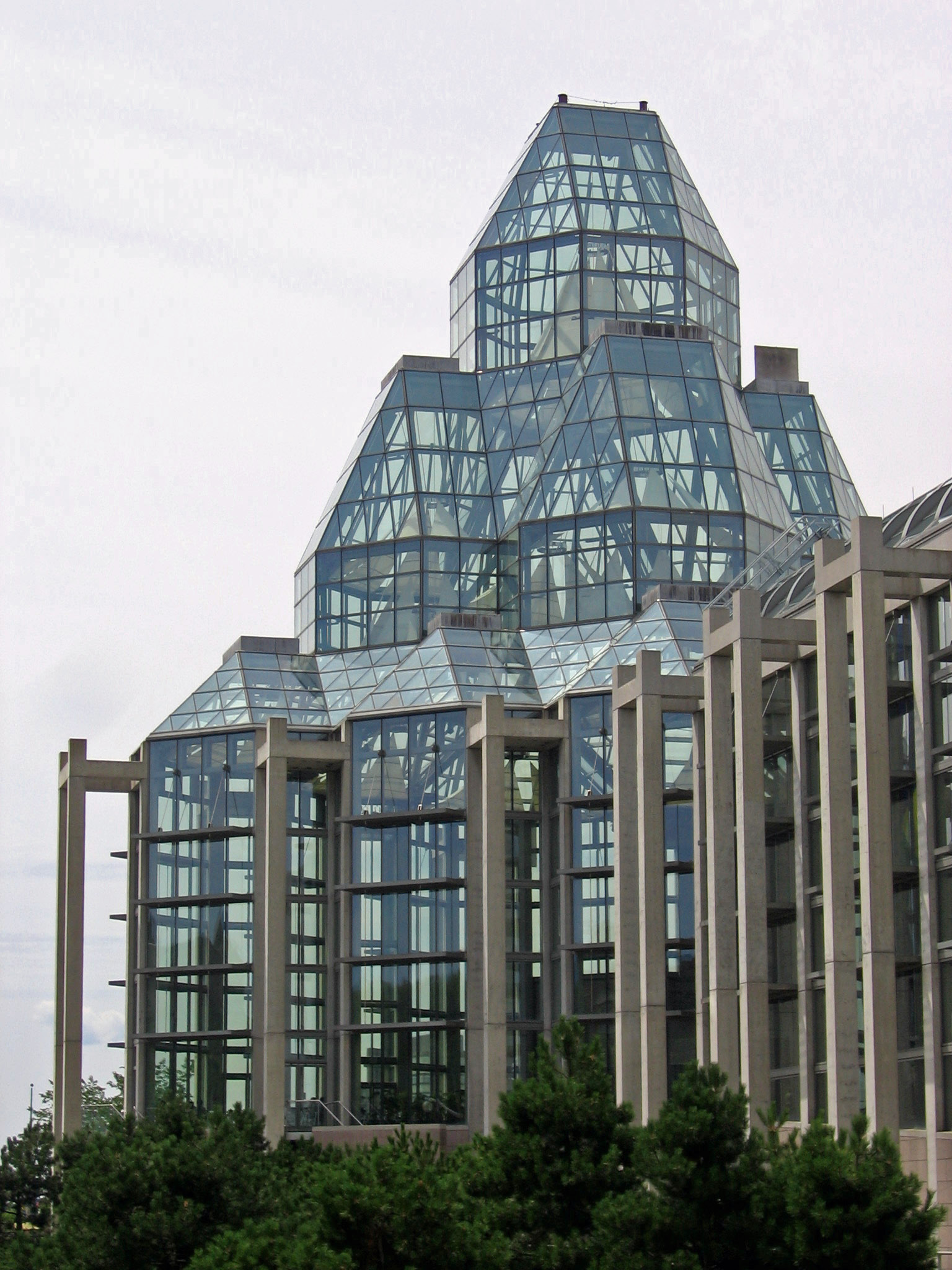
Mặt tiền bằng kính của Nhà triển lãm Quốc gia Canada

## Thắng cảnh và các tổ chức nổi tiếng

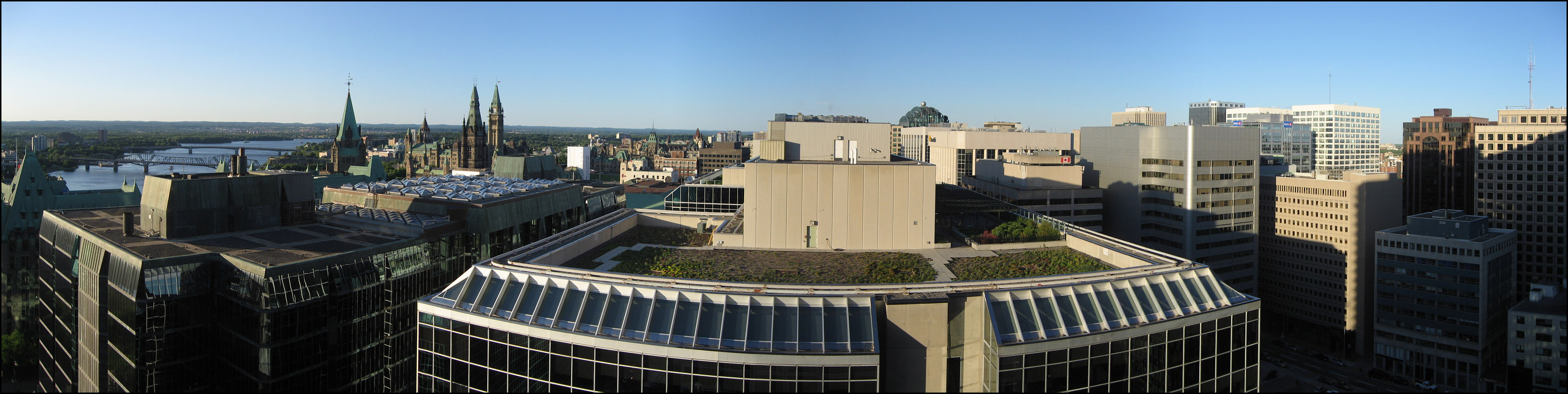
Khu trung tâm Ottawa nhìn từ khách sạn Marriott

, National Capital Region

## Các đội thể thao
| Đội                | Liên đoàn                               | Sân nhà                   | Thành lập | Giải vô địch                                   |
| ------------------ | --------------------------------------- | ------------------------- | --------- | ---------------------------------------------- |
| Ottawa Senators cũ | Khúc côn cầu trên băng NHL              | Ottawa Auditorium         | 1918-34   | 1 Cúp Stanley                                  |
| Ottawa Senators    | Khúc côn cầu trên băng NHL              | Canadian Tire Centre      | 1992      | 1 President's Trophy 1 Cúp Thân vương xứ Wales |
| Ottawa Lynx        | Bóng chày IL AAA                        | Sân vận động Lynx         | 1993      | 1                                              |
| Ottawa Gee Gees    | CIS                                     | Trường Đại học Ottawa     | 1848      | 2 (Vanier Cup)                                 |
| Carleton Ravens    | CIS                                     | Trường Đại học Carleton   | 1942      | 5 (Canadian University Basketball)             |
| Ottawa 67's        | Khúc côn cầu trên băng OHL              | Trung tâm Ottawa Civic    | 1967      | 3 (OHL) 2 (Memorial Cups)                      |
| Ottawa Raiders     | Khúc côn cầu trên băng NWHL             | Đấu trường Sandy Hill     | 1999      | 0                                              |
| Ottawa Fury        | W-League và Bóng đá USL PDL             | Sân vận động Keith Harris | 2003      | 0                                              |
| Ottawa Harlequins  | Rugby Canada Super League (Rugby Union) | Công viên Twin Elm Rugby  | 1999      | 0                                              |

## Thông tin
- See also: List of Ottawa media